# Dypsis commersoniana
Dypsis commersoniana är en enhjärtbladig växtart som först beskrevs av Henri Ernest Baillon, och fick sitt nu gällande namn av Henk Jaap Beentje och John Dransfield. Dypsis commersoniana ingår i släktet Dypsis och familjen Arecaceae. IUCN kategoriserar arten globalt som otillräckligt studerad. Inga underarter finns listade i Catalogue of Life.